# Landkreis Chemnitzer Land
Der Landkreis Chemnitzer Land war ein von 1994 bis 2008 bestehender Landkreis im Westen des Freistaates Sachsen. Die Einwohnerdichte lag bei knapp 400 Einwohner je km². Damit war der Landkreis Chemnitzer Land der dichtestbesiedelte Landkreis in den neuen Bundesländern und übertraf in der Bevölkerungsdichte auch verschiedene kreisfreie Städte des Ostens wie Brandenburg an der Havel.

## Geografie
Das ehemalige Kreisgebiet lag im Erzgebirgsvorland. Nachbarkreise waren im Norden der thüringische Landkreis Altenburger Land, im Nordosten der Landkreis Mittweida, im Osten die kreisfreie Stadt Chemnitz, im Südosten der Landkreis Stollberg und im Südwesten der Landkreis Zwickauer Land und die kreisfreie Stadt Zwickau.
Im Kreisgebiet gibt es unter anderem die folgenden Gewässer: Fluss Zwickauer Mulde und die Stauseen Glauchau und Oberwald.
Waldgebiete: Rabensteiner Wald, Rümpf- und Oberwald. Höchste Erhebung ist die Langenberger Höhe (484 m).

## Geschichte
Der Landkreis entstand am 1. August 1994 durch Zusammenlegung der Landkreise Glauchau und Hohenstein-Ernstthal und Teilen des Landkreises Chemnitz.
Im Zuge der Sächsischen Kreisreform wurde der Landkreis Chemnitzer Land mit dem Landkreis Zwickauer Land und der kreisfreien Stadt Zwickau zum neuen Landkreis Zwickau mit Wirkung zum 1. August 2008 zusammengelegt. Als Kfz-Kennzeichen wird ein Z geführt.

## Politik
Letzter Landrat des Landkreises Chemnitzer Land war Christoph Scheurer (CDU).

### Kreistag
Die 58 Sitze im Kreistag verteilten sich folgendermaßen auf die einzelnen Parteien:
| Partei            | Sitze |
| CDU               | 24    |
| PDS               | 12    |
| SPD               | 7     |
| Unabhängige Liste | 5     |
| FDP               | 4     |
| FWV               | 3     |
| GRÜNE             | 2     |
| NPD               | 1     |

## Wirtschaft und Infrastruktur

### Wirtschaft
Die Wirtschaft des Landkreises wurde vor allem durch den Maschinen- und Fahrzeugbau geprägt. Zu diesem Bereich gehörten unter anderem folgende Unternehmen: Continental AG, Hella-Behr, Samvardhana Motherson Peguform, SEW-Eurodrive, Weigl Antriebstechnik sowie BMG.

### Verkehr
- Bundesautobahnen: A 4, A 72
- Bundesstraßen: B 180, B 173, B 175, B 93

### Bildung
Im Landkreis gab es eine Studienakademie (BA-Glauchau) sowie mehrere Berufsschulen und Gymnasien.
Des Weiteren existierten in den angrenzenden kreisfreien Städten Chemnitz und Zwickau verschiedene Hochschulen.

## Städte und Gemeinden
(Einwohnerzahlen vom 31. Dezember 2006)
| Städte 1. Glauchau, Große Kreisstadt (25.760) 2. Hohenstein-Ernstthal, Große Kreisstadt (16.344) 3. Lichtenstein (13.370) 4. Limbach-Oberfrohna, Große Kreisstadt (26.597) 5. Meerane (16.937) 6. Oberlungwitz (6.596) 7. Waldenburg (4.529) | Gemeinden 1. Bernsdorf (2.536) 2. Callenberg [Sitz: Falken] (5.623) 3. Gersdorf (4.444) 4. Niederfrohna (2.519) 5. Oberwiera (1.211) 6. Remse (1.942) 7. Schönberg (1.003) 8. St. Egidien (3.603) |

Verwaltungsgemeinschaften
- Verwaltungsgemeinschaft Limbach-Oberfrohna mit den Mitgliedsgemeinden Limbach-Oberfrohna und Niederfrohna
- Verwaltungsgemeinschaft Meerane mit den Mitgliedsgemeinden Meerane und Schönberg
- Verwaltungsgemeinschaft Rund um den Auersberg mit den Mitgliedsgemeinden Bernsdorf, Lichtenstein (VG-Sitz) und St. Egidien
- Verwaltungsgemeinschaft Waldenburg mit den Mitgliedsgemeinden Oberwiera, Remse und Waldenburg

## Kfz-Kennzeichen
Am 1. August 1994 wurde dem Landkreis das seit dem 1. Januar 1991 für den Landkreis Glauchau gültige Unterscheidungszeichen GC zugewiesen. Es wurde bis zum 31. Juli 2008 ausgegeben. Seit dem 9. November 2012 ist es aufgrund der Kennzeichenliberalisierung im Landkreis Zwickau erhältlich.